# Olympische Sommerspiele 1968/Teilnehmer (Sowjetunion)
| Gelbes Symbol für Goldmedaillen mit stilisierten Olympischen Ringen | Graues Symbol für Silbermedaillen mit stilisierten Olympischen Ringen | Braundes Symbol für Bronzemedaillen mit stilisierten Olympischen Ringen |
| ------------------------------------------------------------------- | --------------------------------------------------------------------- | ----------------------------------------------------------------------- |
| 29                                                                  | 32                                                                    | 30                                                                      |

Die Sowjetunion nahm an den Olympischen Sommerspielen 1968 in Mexiko-Stadt mit einer Delegation von 312 Athleten (246 Männer und 66 Frauen) an 164 Wettkämpfen in 18 Sportarten teil.
Die sowjetischen Sportler gewannen 29 Gold-, 32 Silber- und 30 Bronzemedaillen, womit die Sowjetunion den zweiten Platz im Medaillenspiegel belegte. Erfolgreichster Athlet war der Turner Michail Woronin, der zweifacher Olympiasieger wurde und vier Silbermedaillen sowie eine Bronzemedaille gewann. Fahnenträger bei der Eröffnungsfeier war der Gewichtheber Leonid Schabotinski.

## Teilnehmer nach Sportarten

### Basketball
- Bronze 
Wladimir Andrejew
Sergei Below
Wadim Kapranow
Jaak Lipso
Sergei Kowalenko
Anatoli Krikun
Surab Sakandelidse
Juri Selichow
Modestas Paulauskas
Anatolij Polywoda
Priit Tomson
Gennadi Wolnow
Trainer: Alexander Gomelski

### Boxen
- Wiktor Saporoschez
Halbfliegengewicht: im Achtelfinale ausgeschieden

- Nikolai Nowikow
Fliegengewicht: im Viertelfinale ausgeschieden

- Walerian Sokolow
Bantamgewicht: Gold

- Waleri Plotnikow
Federgewicht: im Viertelfinale ausgeschieden

- Waleri Beloussow
Leichtgewicht: im Achtelfinale ausgeschieden

- Jewgeni Frolow
Halbweltergewicht: im Viertelfinale ausgeschieden

- Wolodymyr Mussalimow
Weltergewicht: Bronze

- Boris Lagutin
Halbmittelgewicht: Gold

- Alexei Kisseljow
Mittelgewicht: Silber

- Danas Pozniakas
Halbschwergewicht: Gold

- Jonas Čepulis
Schwergewicht: Silber

### Fechten
Männer
- German Sweschnikow
Florett: 7. Platz
Florett Mannschaft: Silber

- Wassyl Stankowytsch
Florett: 9. Platz
Florett Mannschaft: Silber

- Wiktor Putjatin
Florett: 9. Platz
Florett Mannschaft: Silber

- Juri Sissikin
Florett Mannschaft: Silber

- Juri Scharow
Florett Mannschaft: Silber

- Hryhorij Kriss
Degen: Silber 
Degen Mannschaft: Silber

- Wiktor Modsolewski
Degen: 4. Platz
Degen Mannschaft: Silber

- Alexei Nikantschikow
Degen: 9. Platz
Degen Mannschaft: Silber

- Jossyp Witebskyj
Degen Mannschaft: 7. Platz

- Juri Smoljakow
Degen Mannschaft: 7. Platz

- Mark Rakita
Säbel: Silber 
Säbel Mannschaft: Gold

- Wladimir Naslymow
Säbel: 4. Platz
Säbel Mannschaft: Gold

- Umjar Mawlichanow
Säbel: 7. Platz
Säbel Mannschaft: Gold

- Wiktor Sidjak
Säbel Mannschaft: Gold

- Eduard Winokurow
Säbel Mannschaft: Gold

Frauen
- Jelena Nowikowa
Florett: Gold 
Florett Mannschaft: Gold

- Galina Gorochowa
Florett: 6. Platz
Florett Mannschaft: Gold

- Alexandra Sabelina
Florett: im Viertelfinale ausgeschieden
Florett Mannschaft: Gold

- Tatjana Petrenko
Florett Mannschaft: Gold

- Svetlana Tširkova
Florett Mannschaft: Gold

### Gewichtheben
- Gennadi Tschetin
Bantamgewicht: 4. Platz

- Dito Schanidse
Federgewicht: Silber

- Wiktor Kurenzow
Mittelgewicht: Gold

- Boris Selizki
Halbschwergewicht: Gold

- Wladimir Beljajew
Halbschwergewicht: Silber

- Jaan Talts
Mittelschwergewicht: Silber

- Leonid Schabotinski
Schwergewicht: Gold

### Kanu
Männer
- Oleksandr Schaparenko
Einer-Kajak 1000 m: Silber 
Zweier-Kajak 1000 m: Gold

- Wolodymyr Morosow
Zweier-Kajak 1000 m: Gold

- Dmitri Matwejew
Vierer-Kajak 1000 m: im Halbfinale ausgeschieden

- Mykola Tschuschykow
Vierer-Kajak 1000 m: im Halbfinale ausgeschieden

- Jurij Stezenko
Vierer-Kajak 1000 m: im Halbfinale ausgeschieden

- Heorhij Karjuchin
Vierer-Kajak 1000 m: im Halbfinale ausgeschieden

- Witali Galkow
Einer-Canadier 1000 m: Bronze

- Naum Procupeț
Zweier-Canadier 1000 m: Bronze

- Michail Samotin
Zweier-Canadier 1000 m: Bronze

Frauen
- Ljudmila Pinajewa
Einer-Kajak 500 m: Gold 
Zweier-Kajak 500 m: Bronze

- Antonina Seredina
Zweier-Kajak 500 m: Bronze

### Leichtathletik
Männer
- Wladislaw Sapeja
100 m: im Viertelfinale ausgeschieden
4-mal-100-Meter-Staffel: im Halbfinale ausgeschieden

- Jewgeni Sinjajew
100 m: im Vorlauf ausgeschieden
4-mal-100-Meter-Staffel: im Halbfinale ausgeschieden

- Oleksij Chlopotnow
100 m: im Vorlauf ausgeschieden
4-mal-100-Meter-Staffel: im Halbfinale ausgeschieden

- Nikolai Iwanow
200 m: im Halbfinale ausgeschieden
4-mal-100-Meter-Staffel: im Halbfinale ausgeschieden

- Walentin Maslakow
200 m: im Viertelfinale ausgeschieden

- Jewhen Arschanow
800 m: im Vorlauf ausgeschieden

- Oleg Raiko
1500 m: im Halbfinale ausgeschieden

- Michail Schelabouski
1500 m: im Halbfinale ausgeschieden

- Nikolai Swiridow
5000 m: 7. Platz
10.000 m: 5. Platz

- Raschid Scharafetdinow
5000 m: im Vorlauf ausgeschieden

- Leonid Mykytenko
5000 m: im Vorlauf ausgeschieden
10.000 m: 18. Platz

- Wjatscheslaw Alanow
10.000 m: 25. Platz

- Anatoli Sucharkow
Marathon: 28. Platz

- Muchamed Schakirow
Marathon: Rennen nicht beendet

- Oleg Stepanenko
110 m Hürden: im Halbfinale ausgeschieden

- Wiktor Balichin
110 m Hürden: im Halbfinale ausgeschieden

- Wjatscheslaw Skomorochow
400 m Hürden: 5. Platz

- Alexander Morosow
3000 m Hindernis: 5. Platz

- Wiktor Kudynskyj
3000 m Hindernis: Rennen nicht beendet

- Wolodymyr Holubnytschyj
20 km Gehen: Gold

- Mykola Smaha
20 km Gehen: Bronze

- Otto Bartsch
20 km Gehen: 6. Platz

- Sergei Grigorjew
50 km Gehen: 15. Platz

- Gennadi Agapow
50 km Gehen: Rennen nicht beendet

- Ihor Della-Rossa
50 km Gehen: Rennen nicht beendet

- Walentin Gawrilow
Hochsprung: Bronze

- Waleri Skworzow
Hochsprung: 4. Platz

- Wiktor Bolschow
Hochsprung: 16. Platz

- Hennadij Blesnizow
Stabhochsprung: 6. Platz

- Alexander Maljutin
Stabhochsprung: 12. Platz

- Igor Ter-Owanessjan
Weitsprung: 4. Platz

- Tõnu Lepik
Weitsprung: 5. Platz

- Leonid Barkowskyj
Weitsprung: 11. Platz

- Wiktor Sanejew
Dreisprung: Gold

- Mikalaj Dudkin
Dreisprung: 5. Platz

- Alexander Solotarew
Dreisprung: 29. Platz

- Eduard Guschtschin
Kugelstoßen: Bronze

- Guram Gudaschwili
Diskuswurf: 13. Platz

- Ramuald Klim
Hammerwurf: Silber

- Gennadi Kondraschow
Hammerwurf: 6. Platz

- Anatoli Schtschupljakow
Hammerwurf: 9. Platz

- Jānis Lūsis
Speerwurf: Gold

- Mart Paama
Speerwurf: 15. Platz

- Mykola Awilow
Zehnkampf: 4. Platz

- Jānis Lanka
Zehnkampf: 14. Platz

- Rein Aun
Zehnkampf: Wettkampf nicht beendet

Frauen
- Ljudmila Samotjossowa
100 m: im Halbfinale ausgeschieden
200 m: im Halbfinale ausgeschieden
4-mal-100-Meter-Staffel: Bronze

- Ljudmila Golomasowa
100 m: im Halbfinale ausgeschieden
200 m: im Vorlauf ausgeschieden

- Ljudmila Scharkowa-Maslakowa
100 m: im Viertelfinale ausgeschieden
4-mal-100-Meter-Staffel: Bronze

- Wera Popkowa
200 m: im Halbfinale ausgeschieden
4-mal-100-Meter-Staffel: Bronze

- Natalja Petschonkina
400 m: Bronze

- Ingrīda Verbele
400 m: im Halbfinale ausgeschieden

- Laine Erik
800 m: im Halbfinale ausgeschieden

- Anna Simina
800 m: im Halbfinale ausgeschieden

- Tatjana Talyschewa
80 m Hürden: 8. Platz
Weitsprung: Bronze

- Wera Korsakowa
80 m Hürden: im Halbfinale ausgeschieden

- Liudmila Ievleva
80 m Hürden: im Vorlauf ausgeschieden

- Galina Bucharina
4-mal-100-Meter-Staffel: Bronze

- Antonina Lasarewa
Hochsprung: Silber

- Walentyna Kosyr
Hochsprung: Bronze

- Wera Gruschkina
Hochsprung: 12. Platz

- Helēna Ringa
Weitsprung: 19. Platz

- Nadeschda Tschischowa
Kugelstoßen: Bronze

- Irina Kudrjawzewa-Solonzowa
Kugelstoßen: 9. Platz

- Antonina Popowa
Diskuswurf: 5. Platz

- Ljudmila Murawjowa
Diskuswurf: 9. Platz

- Lidija Zymosch
Speerwurf: 10. Platz

- Walentyna Ewert
Speerwurf: 14. Platz

- Walentina Tichomirowa
Fünfkampf: 4. Platz

- Galina Sofjina
Fünfkampf: 28. Platz

### Moderner Fünfkampf
- Pawel Lednjow
Einzel: Bronze 
Mannschaft: Silber

- Borys Onyschtschenko
Einzel: 5. Platz
Mannschaft: Silber

- Stasys Šaparnis
Einzel: 9. Platz
Mannschaft: Silber

### Radsport
- Waleri Jardy
Straßenrennen: 17. Platz
Straßenrennen Mannschaftszeitfahren: 9. Platz

- Juri Dmitrijew
Straßenrennen: 32. Platz
Straßenrennen Mannschaftszeitfahren: 9. Platz

- Anatolij Starkow
Straßenrennen: Rennen nicht beendet

- Wladislaw Neljubin
Straßenrennen: Rennen nicht beendet

- Alexander Dochljakow
Straßenrennen Mannschaftszeitfahren: 9. Platz

- Boris Schuchow
Straßenrennen Mannschaftszeitfahren: 9. Platz

- Omar Pchakadse
Bahn Sprint: 4. Platz

- Serhij Krawzow
Bahn Sprint: in der 6. Runde ausgeschieden
Bahn 1000 m Zeitfahren: 8. Platz

- Ihor Zelowalnykow
Bahn Tandem Sprint 2000 m: 5. Platz

- Imants Bodnieks
Bahn Tandem Sprint 2000 m: 5. Platz

- Stanislaw Moskwin
Bahn Mannschaftsverfolgung 4000 m: 4. Platz

- Wiktar Bykau
Bahn Mannschaftsverfolgung 4000 m: 4. Platz

- Dzintars Lācis
Bahn Mannschaftsverfolgung 4000 m: 4. Platz

- Wladimir Kusnezow
Bahn Mannschaftsverfolgung 4000 m: 4. Platz

- Michail Koljuschew
Bahn Mannschaftsverfolgung 4000 m: 4. Platz

### Reiten
- Iwan Kisimow
Dressur: Gold 
Dressur Mannschaft: Silber

- Iwan Kalita
Dressur: 4. Platz
Dressur Mannschaft: Silber

- Jelena Petuschkowa
Dressur: 6. Platz
Dressur Mannschaft: Silber

- Wiktor Matwejew
Springreiten: 26. Platz
Springreiten Mannschaft: 12. Platz

- Jewgeni Kusin
Springreiten: ausgeschieden
Springreiten Mannschaft: 12. Platz

- Gennadi Samossedenko
Springreiten Mannschaft: 12. Platz

- German Gasjumow
Vielseitigkeitsreiten: 10. Platz
Vielseitigkeitsreiten Mannschaft: ausgeschieden

- Alexander Jewdokimow
Vielseitigkeitsreiten: 21. Platz
Vielseitigkeitsreiten Mannschaft: ausgeschieden

- Pawel Dejew
Vielseitigkeitsreiten: ausgeschieden
Vielseitigkeitsreiten Mannschaft: ausgeschieden

- Swetosar Gluschkow
Vielseitigkeitsreiten: ausgeschieden
Vielseitigkeitsreiten Mannschaft: ausgeschieden

### Ringen
- Wladimir Bakulin
Fliegengewicht, griechisch-römisch: Silber

- Iwan Kotschergin
Bantamgewicht, griechisch-römisch: Bronze

- Roman Rurua
Federgewicht, griechisch-römisch: Gold

- Gennadi Sapunow
Leichtgewicht, griechisch-römisch: 6. Platz

- Wiktor Igumenow
Weltergewicht, griechisch-römisch: in der 3. Runde ausgeschieden

- Walentin Olenik
Mittelgewicht, griechisch-römisch: Silber

- Nikolai Jakowenko
Halbschwergewicht, griechisch-römisch: Silber

- Anatoli Roschtschin
Schwergewicht, griechisch-römisch: Silber

- Nasar Albarjan
Fliegengewicht, Freistil: 4. Platz

- Ali Alijew
Bantamgewicht, Freistil: 4. Platz

- Jelkan Tedejew
Federgewicht, Freistil: 6. Platz

- Sarbeg Beriaschwili
Leichtgewicht, Freistil: 5. Platz

- Juri Schachmuradow
Weltergewicht, Freistil: 6. Platz

- Boris Gurewitsch
Mittelgewicht, Freistil: Gold

- Schota Lomidse
Halbschwergewicht, Freistil: Silber

- Alexander Medwed
Schwergewicht, Freistil: Gold

### Rudern
- Wiktor Melnikow
Einer: im Finallauf nicht angetreten

- Anatoli Sass
Doppel-Zweier: Gold

- Alexander Timoschinin
Doppel-Zweier: Gold

- Apolinaras Grigas
Zweier ohne Steuermann: im Viertelfinale ausgeschieden

- Wladimir Rikkanen
Zweier ohne Steuermann: im Viertelfinale ausgeschieden

- Leonid Dratschewski
Zweier mit Steuermann: im Finallauf nicht angetreten

- Tiit Helmja
Zweier mit Steuermann: im Finallauf nicht angetreten

- Igor Rudakow
Zweier mit Steuermann: im Finallauf nicht angetreten

- Vitolds Barkāns
Vierer ohne Steuermann: 11. Platz

- Elmārs Rubīns
Vierer ohne Steuermann: 11. Platz

- Pawel Iljinski
Vierer ohne Steuermann: 11. Platz

- Guntis Niedra
Vierer ohne Steuermann: 11. Platz

- Anatoli Nemtyrjow
Vierer mit Steuermann: 6. Platz

- Boris Dujunow
Vierer mit Steuermann: 6. Platz

- Nikolai Surow
Vierer mit Steuermann: 6. Platz

- Alexei Mischin
Vierer mit Steuermann: 6. Platz

- Arkadi Kudinow
Vierer mit Steuermann: 6. Platz

- Wiktor Michejew
Vierer mit Steuermann: 6. Platz

- Wolodymyr Sterlyk
Achter mit Steuermann: Bronze

- Juri Lorenzson
Achter mit Steuermann: Bronze

- Wiktor Suslin
Achter mit Steuermann: Bronze

- Juozas Jagelavičius
Achter mit Steuermann: Bronze

- Alexander Martyschkin
Achter mit Steuermann: Bronze

- Vytautas Briedis
Achter mit Steuermann: Bronze

- Zigmas Jukna
Achter mit Steuermann: Bronze

- Antanas Bagdonavičius
Achter mit Steuermann: Bronze

- Walentyn Krawtschuk
Achter mit Steuermann: Bronze

### Schießen
- Renart Suleimanow
Schnellfeuerpistole 25 m: Bronze

- Anatoli Onischtschuk
Schnellfeuerpistole 25 m: 27. Platz

- Grigori Kossych
Freie Pistole 50 m: Gold

- Wladimir Stolypin
Freie Pistole 50 m: 10. Platz

- Walentin Kornew
Freies Gewehr Dreistellungskampf 300 m: Silber 
Kleinkalibergewehr liegend 50 m: 16. Platz

- Schota Kweliaschwili
Freies Gewehr Dreistellungskampf 300 m: 4. Platz

- Witali Parchimowitsch
Kleinkalibergewehr Dreistellungskampf 50 m: Bronze 
Kleinkalibergewehr liegend 50 m: 36. Platz

- Wladimir Konjachin
Kleinkalibergewehr Dreistellungskampf 50 m: 10. Platz

- Pāvels Seničevs
Trap: 4. Platz

- Alexander Alipow
Trap: 7. Platz

- Jewgeni Petrow
Skeet: Gold

- Juri Zuranow
Skeet: 4. Platz

### Schwimmen
Männer
- Leonid Iljitschow
100 m Freistil: 5. Platz
200 m Freistil: im Vorlauf ausgeschieden
4-mal-100-Freistil-Staffel: Silber 
4-mal-200-Freistil-Staffel: Bronze 
4-mal-100-Lagen-Staffel: Bronze

- Georgijs Kuļikovs
100 m Freistil: 6. Platz
200 m Freistil: im Vorlauf ausgeschieden
4-mal-100-Freistil-Staffel: Silber 
4-mal-200-Freistil-Staffel: Bronze

- Sergei Gussew
100 m Freistil: im Halbfinale ausgeschieden
4-mal-100-Freistil-Staffel: Silber 
4-mal-100-Lagen-Staffel: Bronze

- Semjon Beliz-Geiman
200 m Freistil: 7. Platz
400 m Freistil: im Vorlauf ausgeschieden
4-mal-100-Freistil-Staffel: Silber 
4-mal-200-Freistil-Staffel: Bronze

- Achmed Anarbajew
400 m Freistil: im Vorlauf ausgeschieden

- Wladimir Bure
1500 m Freistil: im Vorlauf ausgeschieden
4-mal-200-Freistil-Staffel: Bronze

- Wiktor Masanow
100 m Rücken: im Halbfinale ausgeschieden
4-mal-100-Freistil-Staffel: Silber 
4-mal-100-Lagen-Staffel: Bronze

- Jurij Hromak
100 m Rücken: im Halbfinale ausgeschieden
4-mal-100-Lagen-Staffel: Bronze

- Jewgeni Spiridonow
100 m Rücken: im Vorlauf ausgeschieden

- Leonid Dobroskokin
200 m Rücken: 6. Platz

- Wladimir Kossinski
100 m Brust: Silber 
200 m Brust: Silber 
4-mal-100-Lagen-Staffel: Bronze

- Nikolai Pankin
100 m Brust: Bronze 
200 m Brust: 4. Platz
4-mal-100-Lagen-Staffel: Bronze

- Jewhen Mychajlow
100 m Brust: 5. Platz
200 m Brust: 5. Platz

- Wladimir Nemschilow
100 m Schmetterling: 4. Platz
4-mal-100-Lagen-Staffel: Bronze

- Juri Susdalzew
100 m Schmetterling: 6. Platz
4-mal-100-Lagen-Staffel: Bronze

- Sergei Konow
100 m Schmetterling: im Vorlauf ausgeschieden
200 m Schmetterling: im Vorlauf ausgeschieden

- Walentin Kusmin
200 m Schmetterling: 4. Platz

- Wiktor Scharygin
200 m Schmetterling: 7. Platz

- Wladimir Krawtschenko
200 m Lagen: im Vorlauf ausgeschieden
400 m Lagen: im Vorlauf ausgeschieden

- Andrei Dunajew
200 m Lagen: im Vorlauf ausgeschieden
400 m Lagen: 7. Platz

Frauen
- Lidija Hrebez
100 m Freistil: im Halbfinale ausgeschieden
4-mal-100-Freistil-Staffel: im Vorlauf ausgeschieden
4-mal-100-Lagen-Staffel: 4. Platz

- Natalja Ustinowa
100 m Freistil: im Halbfinale ausgeschieden
4-mal-100-Freistil-Staffel: im Vorlauf ausgeschieden

- Soja Dus
100 m Freistil: im Vorlauf ausgeschieden
4-mal-100-Freistil-Staffel: im Vorlauf ausgeschieden

- Tamara Sosnowa
200 m Freistil: im Vorlauf ausgeschieden
4-mal-100-Freistil-Staffel: im Vorlauf ausgeschieden

- Tinatin Lekweischwili
100 m Rücken: im Halbfinale ausgeschieden
200 m Rücken: im Vorlauf ausgeschieden
4-mal-100-Lagen-Staffel: 4. Platz

- Tatjana Saweljewa
100 m Rücken: im Vorlauf ausgeschieden
200 m Rücken: im Vorlauf ausgeschieden

- Galina Prosumenschtschikowa
100 m Brust: Silber 
200 m Brust: Bronze

- Swetlana Babanina
100 m Brust: 7. Platz
200 m Brust: 6. Platz

- Alla Grebennikowa
100 m Brust: im Halbfinale ausgeschieden
200 m Brust: 4. Platz
4-mal-100-Lagen-Staffel: 4. Platz

- Tatjana Dewjatowa
100 m Schmetterling: im Halbfinale ausgeschieden
200 m Schmetterling: im Vorlauf ausgeschieden
4-mal-100-Lagen-Staffel: 4. Platz

- Larissa Sacharowa
200 m Lagen: 7. Platz
400 m Lagen: im Vorlauf ausgeschieden
4-mal-100-Lagen-Staffel: 4. Platz

### Segeln
- Walentin Mankin
Finn-Dinghy: Gold

- Timir Pinegin
Star: 16. Platz

- Fjodor Schutkow
Star: 16. Platz

- Lew Rwalow
Flying Dutchman: 15. Platz

- Wiktor Piltschin
Flying Dutchman: 15. Platz

- Juri Anissimow
Drachen: 11. Platz

- Waleri Afanassjew
Drachen: 11. Platz

- Waleri Ruschnikow
Drachen: 11. Platz

- Konstantin Alexandrow
5,5-Meter-Klasse: 9. Platz

- Konstantin Melgunow
5,5-Meter-Klasse: 9. Platz

- Wladimir Alexandrow
5,5-Meter-Klasse: 9. Platz

### Turnen
Männer
- Michail Woronin
Einzelmehrkampf: Silber 
Boden: 4. Platz in der Qualifikation[1]
Pferdsprung: Gold 
Barren: Silber 
Reck: Gold 
Ringe: Silber 
Seitpferd: Bronze 
Mannschaftsmehrkampf: Silber

- Sergei Diomidow
Einzelmehrkampf: 6. Platz
Boden: 9. Platz
Pferdsprung: Bronze 
Barren: 23. Platz
Reck: 5. Platz
Ringe: 6. Platz
Seitpferd: 8. Platz
Mannschaftsmehrkampf: Silber

- Wiktor Klimenko
Einzelmehrkampf: 7. Platz
Boden: 13. Platz
Pferdsprung: 7. Platz
Barren: Bronze 
Reck: 11. Platz
Ringe: 9. Platz
Seitpferd: 6. Platz
Mannschaftsmehrkampf: Silber

- Waleri Karassjow
Einzelmehrkampf: 10. Platz
Boden: 5. Platz
Pferdsprung: 7. Platz
Barren: 9. Platz
Reck: 32. Platz
Ringe: 17. Platz
Seitpferd: 12. Platz
Mannschaftsmehrkampf: Silber

- Wiktor Lissizki
Einzelmehrkampf: 14. Platz
Boden: 8. Platz
Pferdsprung: 10. Platz
Barren: 41. Platz
Reck: 25. Platz
Ringe: 11. Platz
Seitpferd: 22. Platz
Mannschaftsmehrkampf: Silber

- Waleri Iljinych
Einzelmehrkampf: 15. Platz
Boden: 55. Platz
Pferdsprung: 12. Platz
Barren: 21. Platz
Reck: 8. Platz
Ringe: 17. Platz
Seitpferd: 25. Platz
Mannschaftsmehrkampf: Silber

Frauen
- Sinaida Woronina
Einzelmehrkampf: Silber 
Boden: 4. Platz
Pferdsprung: Bronze 
Stufenbarren: Bronze 
Schwebebalken: 15. Platz
Mannschaftsmehrkampf: Gold

- Natalja Kutschinskaja
Einzelmehrkampf: Bronze 
Boden: Bronze 
Pferdsprung: 5. Platz
Stufenbarren: 37. Platz
Schwebebalken: Gold 
Mannschaftsmehrkampf: Gold

- Larissa Petrik
Einzelmehrkampf: 4. Platz
Boden: Gold 
Pferdsprung: 8. Platz
Stufenbarren: 10. Platz
Schwebebalken: Bronze 
Mannschaftsmehrkampf: Gold

- Olga Karassjowa
Einzelmehrkampf: 7. Platz
Boden: 5. Platz
Pferdsprung: 10. Platz
Stufenbarren: 7. Platz
Schwebebalken: 18. Platz
Mannschaftsmehrkampf: Gold

- Ljudmila Turischtschewa
Einzelmehrkampf: 24. Platz
Boden: 8. Platz
Pferdsprung: 20. Platz
Stufenbarren: 12. Platz
Schwebebalken: 43. Platz
Mannschaftsmehrkampf: Gold

- Ljubow Burda
Einzelmehrkampf: 25. Platz
Boden: 20. Platz
Pferdsprung: 16. Platz
Stufenbarren: 50. Platz
Schwebebalken: 10. Platz
Mannschaftsmehrkampf: Gold

### Volleyball
Männer
- Gold 
Eduard Sibirjakow
Wiktor Mychaltschuk
Borys Tereschtschuk
Wolodymyr Iwanow
Jewhen Lapynskyj
Wolodymyr Bjeljajew
Jurij Pojarkow
Ivans Bugajenkovs
Oļegs Antropovs
Vasilijus Matuševas
Waleri Krawtschenko
Georgi Mondsolewski

Frauen
- Gold 
Walentina Winogradowa
Inna Ryskal
Ljudmila Buldakowa
Wera Galuschka
Nina Smolejewa
Rosa Salichowa
Tatjana Sarytschewa
Ljudmila Michailowskaja
Tatjana Ponjajewa
Galina Leontjewa
Wera Lantratowa

### Wasserball
- Silber 
Alexei Barkalow
Oleg Bowin
Alexander Dolguschin
Juri Grigorowski
Boris Grischin
Wadim Guljajew
Leonid Ossipow
Alexander Schidlowski
Wladimir Semjonow
Wjatscheslaw Skok
Giwi Tschikwanaia

### Wasserspringen
Männer
- Michail Safonow
3 m Kunstspringen: 9. Platz
10 m Turmspringen: 9. Platz

- Wladimir Wassin
3 m Kunstspringen: 11. Platz
10 m Turmspringen: 10. Platz

- Boris Poluljach
3 m Kunstspringen: 10. Platz

- Wiktor Pogoschew
10 m Turmspringen: 16. Platz

Frauen
- Tamara Fedosowa
3 m Kunstspringen: Silber

- Wera Baklanowa
3 m Kunstspringen: 6. Platz

- Jelena Anochina
3 m Kunstspringen: 8. Platz

- Natalja Lobanowa
10 m Turmspringen: Silber

- Galina Alexejewa
10 m Turmspringen: 14. Platz

- Nadeschda Karpuchina
10 m Turmspringen: 22. Platz